# Bismarckkraai
De bismarckkraai (Corvus insularis) behoort tot de familie van de kraaiachtigen. De kraai werd in 1901 verzameld in het noordoostelijk deel van Nieuw-Brittannië (de "Gazelle-Halbinsel", in de Bismarck-archipel) tijdens de eerste Duitse wetenschappelijke expeditie naar Duits-Nieuw-Guinea (of Mencke-Expedition) en in 1903 door Oskar Heinroth beschreven.

## Kenmerken
De vogel is 40 tot 41 cm lang, iets groter dan de kauw, maar duidelijk kleiner dan de zwarte kraai. Kenmerkend zijn de blauwe ogen en de grote, breed uitgevallen snavel en de relatief korte staart. Verder is de vogel glanzend zwart en ook de poten en de snavel zijn zwart.

## Verspreiding en leefgebied
Deze soort is endemisch op de Bismarck-archipel (Papoea-Nieuw-Guinea). Het leefgebied bestaat uit bosranden, open stukken in het bos, tuinen, en olie- of kokospalmplantages in laagland onder de 1500 m boven zeeniveau.

## Status
De bismarckkraai heeft een groot verspreidingsgebied en daardoor is de kans op de status  kwetsbaar (voor uitsterven) gering. De grootte van de wereldpopulatie is niet gekwantificeerd. Men veronderstelt dat de soort in aantal stabiel is. Om deze redenen staat deze soort kraai als niet bedreigd op de Rode Lijst van de IUCN.